# وليامز مارتينيز
وليامز مارتينيز (بالإسبانية: Williams Martínez)‏ (18 ديسمبر 1982 بمونتفيدو في الأوروغواي - 17 يوليو 2021) هو لاعب كرة قدم أوروغواني في مركز الدفاع. شارك مع منتخب الأوروغواي تحت 20 سنة لكرة القدم ومنتخب الأوروغواي لكرة القدم. أما مع النوادي، فقد لعب مع تشاكاريتا جيونيورز وديبورتيفو تاشيرا وديفينسور سبورتينغ وريفر بليت وستاد ريمس وسيرو بورتينيو وفيرو كاريل أويستي ونادي بالستينو ونادي فالينسيان ووست بروميتش ألبيون وهواتشيباتو ونادي سيرو.

## مسيرته الكروية
لعب وليامز مارتينيز خلال مسيرته الاحترافية مع 12 ناديًا في ثلاثة وعشرون موسمًا وسجل خلالها 16 هدفًا ضمن 345 مباراة. ولم يفز بأي موسم بالكأس وفاز في موسمين بالدوري.
خاض وليامز مارتينيز مسيرته مع نادي ديفينسور سبورتينغ في موسم 2002 في المرة الأولى ليلعب معه أربعة مواسم ثم في موسم 2006–07 واستمر معه طيلة ثلاثة مواسم ثم في موسم 2009–10 لمدة موسم واحد، مشاركًا طوالها في 116 مباراة سجل خلالها 8 أهداف. ثم انتقل إلى نادي وست بروميتش ألبيون في موسم 2005–06 لمدة موسم واحد، حيث شارك في مباراتين سجل خلالها هدفًا واحدًا. لينتقل بعدها إلى نادي فالينسيان في موسم 2007–08 لمدة موسم واحد، مشاركًا في 7 مباريات ولم يسجل أي هدف. ثم انتقل إلى نادي ستاد ريمس في موسم 2008–09 لمدة موسم واحد، مشاركًا في 17 مباراة ولم يسجل أي هدف أيضًا. هذا وانتقل لاحقًا إلى نادي تشاكاريتا جيونيورز في موسم 2010–11 لمدة موسم واحد، مشاركًا في 26 مباراة ولم يسجل أي هدف أيضًا. ثم انتقل بعدها إلى نادي هواتشيباتو ما بين عامي 2011 و2012 لمدة موسم واحد، مشاركًا في 13 مباراة ولم يسجل أي هدف أيضًا. ليعود وينتقل من جديد، لكن هذه المرة إلى نادي بالستينو ما بين عامي 2012 و2013 لمدة موسم واحد، مشاركًا في 24 مباراة ولم يسجل أي هدف أيضًا. لينتقل بعدها إلى نادي سيرو بورتينيو ما بين عامي 2013 و2014 لمدة موسم واحد، لم يشارك في أي مباراة ولم يسجل أي هدف أيضًا. ثم لعب في نادي ريفر بليت في موسم 2013–14 في المرة الأولى ولمدة موسمين ثم في عامي 2017-2019 ولمدة موسمين، مشاركًا طوالها في 84 مباراة سجل خلالها 5 أهداف. ليعود ويرتحل عنه إلى نادي سيرو في موسم 2014–15 ولمدة موسمين، مشاركًا في 30 مباراة سجل خلالها هدفين. ثم انتقل إلى نادي رامبلا جونيورز ما بين عامي 2016 و2017 لمدة موسم واحد، مشاركًا في 13 مباراة ولم يسجل أي هدف.

## وصلات خارجية
- وليامز مارتينيز على موقع الاتحاد الدولي (مؤرشف)  (الإنجليزية)
- وليامز مارتينيز على موقع رابطة كرة القدم الفرنسية للمحترفين (الإنجليزية)
- وليامز مارتينيز على موقع قاعدة بيانات كرة القدم.إي يو (الإنجليزية)
- وليامز مارتينيز على موقع ناشيونال فوتبول تيمز (الإنجليزية)
- وليامز مارتينيز على موقع Soccerbase.com (لاعب) (الإنجليزية)
- وليامز مارتينيز على موقع Soccerway.com (الإنجليزية)
- وليامز مارتينيز على موقع عالم كرة القدم.نت (الإنجليزية)